# Lepicerus pichilingue
Lepicerus pichilingue – gatunek chrząszcza z rodziny Lepiceridae.
Gatunek ten opisali w 2010 roku R. Willis Flowers, William R. Shepard i Roberto Troya Mera na podstawie 4 okazów odłowionych w okolicach Estación Experimental Tropical Pichilingue, na cześć której nadano epitet gatunkowy.
Chrząszcz o ciele długości 1,6 mm, szerokości 1 mm, w większości pokrytym okrągłymi guzkami. Ubarwiony jest żółtawo z czarnymi: wargą górną, nadustkiem, odnóżami i środkiem pokryw. Głowa z trójkątnym, silnie wyniesionym nadustkiem i dwoma podłużnymi listewkami między oczami. Przedplecze o drobno ząbkowanych brzegach bocznych. Na trzecim, szóstym, ósmym i dziewiątym międzyrzędzie pokryw obecne żeberka, a pomiędzy nimi równoległe do nich rzędy guzków. Podgięcia pokryw bardzo silnie faliste. Przedpiersie z wyniesionymi żeberkami i kolcem. Na spodzie ciała obecne rowki, w których chować się mogą odnóża. Samiec ma długi i smukły edeagus, długości 0,68 mm i szerokości 1/5 długości.
Owad neotropikalny, znany tylko z lokalizacji typowej w Ekwadorze.